# Zornia durumuensis
Zornia durumuensis är en ärtväxtart som beskrevs av De Wild.. Zornia durumuensis ingår i släktet Zornia och familjen ärtväxter. Inga underarter finns listade i Catalogue of Life.